# Inge I Starszy
Inge I Starszy (szw. Inge den äldre, Inge Stenkilsson) – król Szwecji z rodu Stenkila. Początek jego panowania datuje się na okres 1070/1080, a koniec na około 1112 (do końca XII w. daty życia i panowania władców szwedzkich są niepewne).
Data urodzenia Inge I Starszego nie jest znana. Był młodszym synem pochodzącego z gockiego rodu króla Szwecji Stenkila Ragnvaldssona i nieznanej z imienia córki króla Emunda Starego. Jego bratem był król Halsten. Dziad Inge I był mężem Ingeborgi, siostry króla Norwegii Olafa I.
Stenkil Ragnvaldsson, jarl Västergötland, po śmierci swego teścia został około 1060 władcą Szwecji. Stenkil nie zdołał utrwalić władzy swego rodu i po jego śmierci (1066) rozpoczęły się walki o władzę pomiędzy jego potomkami: po jednej stronie walczyli rodzeni bracia Halsten i Inge, a po drugiej ich przyrodni brat Eryk. Halsten i Inge, podobnie jak ich ojciec, sprzyjali chrześcijaństwu, które w tym okresie zdobywało nowych wyznawców w pogańskim dotąd kraju. Jednak śmierć króla Stenkila wzmocniła przeciwników nowej wiary, którzy około 1070 obalili króla Halstena. Po śmierci Halstena na kilka lat w Szwecji zapanował chaos, zwolennicy starych bogów zniszczyli biskupstwa w Sigtunie i Skara.
Około 1080 na tron królewski powołano Inge I, ale już w 1084 nowy król nie chcąc wyrzec się chrześcijaństwa, został zmuszony do rezygnacji z korony na rzecz swego rywala Swena Blota (Swen Ofiarnik), przywódcy rebelii pogańskiej. Jednak Inge Starszy nie poddał się i po trwających trzy lata walkach pokonał Swena, który poniósł śmierć w jednej z bitew. Uwieńczeniem zwycięstwa króla i chrześcijaństwa było zniszczenie pogańskiej świątyni w starej Uppsali, co miało miejsce w 1090.  W kolejnych latach Inge I walczył z królem Norwegii Magnusem III, ale w 1101 doszło w miejscowości Kungälv do spotkania skandynawskich władców, uczestniczył w nim również król Danii Eryk I. Inge I Starszy oraz Magnus III zawarli pokój, który został przypieczętowany zaślubinami córki Inge – Małgorzaty z królem Norwegii. Opierając się na odtworzonych strukturach Kościoła Inge I umocnił władzę królewską, co wiązało się z podporządkowaniem w 1104 Kościoła szwedzkiego nowo powstałemu duńskiemu arcybiskupstwu w Lund (położonemu w duńskiej ówcześnie Skanii).
Inge I Starszy zmarł po roku 1112 będąc już w podeszłym wieku.

## Rodzina
Za młodu, przed rokiem 1080, Inge I spędził kilka lat w Starej Ładodze, opanowanej przez Waregów, gdzie poznał swoją żonę Helenę, która prawdopodobnie była pochodzenia ruskiego lub greckiego. Z małżeństwa z Heleną Inge I doczekał się czworo potomstwa:
- Rangvald – jedyny syn, który zmarł jeszcze za życia ojca, jego córka Ingrida została żoną m.in. króla Norwegii Haralda IV Gille, syn Ingridy i Haralda – Inge Garbaty – otrzymał imię po swoim pradziadku;
- Krystyna – żona wielkiego księcia kijowskiego Mścisława I Haralda, zm. 1122;
- Małgorzata (zwana też Fredkula) – żona króla Norwegii Magnusa III Bosego, następnie żona króla Danii Nielsa Starego, zm. 1130;
- Katarzyna – żona duńskiego możnego Bjorna Jernside (wnuk króla Danii Eryka I), córka Bjorna i Katarzyny – Krystyna – została żoną Eryka IX, założyciela nowej szwedzkiej dynastii Erykidów.

Niektórzy badacze przyjmują, że Inge I Starszy miał jeszcze drugą żonę imieniem Mear, która miała być siostrą jego rywala Swena Blota, inni z kolei uważają, że to właśnie Helena była córką Swena Blota. Jednak zbyt skąpe przekazy historyczne z tamtego okresu nie pozwalają jednoznacznie rozstrzygnąć tej kwestii.